# Alfred Klose (Politikwissenschaftler)
Alfred Klose (* 23. September 1928 in Ybbs an der Donau, Niederösterreich; † 27. Februar 2015 in Wien) war ein österreichischer Politik- und Sozialwissenschaftler sowie Autor bedeutender Werke zu Fragen der christlichen Soziallehre bzw. der Sozialethik.

## Leben
Nach dem Besuch des humanistischen Gymnasiums in St. Pölten und in Wien 6 und der Matura 1947 begann er Rechtswissenschaft, Staatswissenschaften und Geschichte zu studieren. Seit 1948 war er Mitglied der katholischen Studentenverbindung KaV Norica Wien im ÖCV. 1951 wurde er zum Dr. jur., 1955 zum Dr. rer. pol. und 1958 zum Dr. phil. promoviert. Nach der Gerichtspraxis trat er in die österreichische Handelskammerorganisation, wo er bei der Wiener Kammer und der Bundeswirtschaftskammer in verschiedenen politischen Funktionen tätig war, so ab 1964 als Leiter der wirtschaftspolitischen Abteilung. Gleichzeitig gehörte er dem Beirat für Wirtschafts- und Sozialfragen an, weiters verschiedenen ministeriellen Fachbeiräten und als Beisitzer im Kartellobergericht.
Ab 1967 war er als Lektor an den Universitäten Innsbruck und Wien tätig; 1976 habilitierte er sich für Gesellschaftspolitik und Politische Theorie an der Grund- und Integrativwissenschaftlichen Fakultät in Wien. 1980 erhielt er den Titel eines außerordentlichen Universitätsprofessors.
Er war Mitglied des Vorstandes der Internationalen Stiftung Humanum in Fribourg, der Jung-Stilling-Gesellschaft in Siegen und des Institutes für Sozialpolitik und Sozialreform, dem späteren Dr. Karl-Kummer-Institut in Wien, der Johannes-Messner-Gesellschaft sowie im Beirat der Görres-Gesellschaft zur Pflege der Wissenschaft in Köln.
Alfred Klose engagierte sich für zahlreiche soziale Projekte im Heiligen Land. 1980 wurde er von Kardinal-Großmeister Maximilien Kardinal de Fürstenberg zum Ritter des Ritterordens vom Heiligen Grab zu Jerusalem ernannt und am 27. September 1980 durch Jakob Weinbacher, Großprior der österreichischen Statthalterei, in den Orden investiert. Er war zuletzt Offizier des Ordens.
Am 14. August 1957 heiratete er Annemarie Klose, geb. Messner. In den Jahren 1958, 1960, 1961 und 1966 wurden ihre vier Kinder geboren. Er wurde am Neustifter Friedhof bestattet.

## Wirken
Geprägt wurde sein Denken in erster Linie durch Johannes Messner, einen Onkel seiner Ehefrau Annemarie. Wichtige Impulse bekam er aber auch durch Anton Burghardt, Erich Bodzenta, Heinrich Schneider und Karl Lugmayer.
Gemeinsam arbeitete er u. a. mit Wolfgang Mantl, Valentin Zsifkovits, Rudolf Weiler, Wolfgang Schmitz, Anton Rauscher, Herbert Schambeck, Wolfgang Pesendorfer, Gerhard Merk, Erwin Bader, Arno Anzenbacher sowie Hans-Georg Heinrich.
Zu seinen Schülern zählen u. a. Johannes Michael Schnarrer, Herbert Pribyl und Hans-Peter Schachner.
Klose veröffentlichte zahlreiche Aufsätze, wissenschaftliche Arbeiten und Bücher. Zu den bekanntesten Werken Kloses zählen "Ein Weg zur Sozialpartnerschaft. Das österreichische Sozialmodell" (1970), "Die Katholische Soziallehre. Ihr Anspruch - ihre Aktualität" (1979), "Gewissen in der Politik. Ethik für die Entscheidungskrise" (1982), "Machtstrukturen in Österreich" (1987), "Unternehmerethik. Heute gefragt?" (1988), "Christliche Soziallehre. Eine ökumenische Herausforderung" (1993), "Minderheiten und Menschenwürde" (2000) sowie "Kulturethik als Herausforderung" (2005).

## Ehrungen und Auszeichnungen
- Kardinal-Innitzer-Preis (1965)
- Ernennung zum Ritter vom Ritterorden vom Heiligen Grab zu Jerusalem (1980) (Rangerhöhung Komtur)[2]
- Berufstitel "außerordentlicher Universitätsprofessor" durch Bundespräsident Rudolf Kirchschläger (1980)[1]
- Kardinal-Innitzer-Preis – Würdigungspreis (1992)[4]
- Leopold-Kunschak-Preis
- Karl-von-Vogelsang-Staatspreis für Geschichte der Gesellschaftswissenschaften (1981)[5]
- Ehrenring für Wissenschaft und Kunst Erster Klasse
- Hermann-Lindrath-Preis der Internationalen Vereinigung für Vermögensbildung und Eigentumspolitik in Hannover

## Werke (Auswahl)
Autor
- Der kontinuierliche und kontrollierte Finanzplan für Betriebe, Wien: Österreichischer Gewerbeverlag 1955.
- Die Wohnungswirtschaft in Österreich. Tatsachen und Probleme, Wien: Jupiter-Verlag 1963.
- Österreich als Sozialstaat, Wien: Verlag für Geschichte und Politik 1963.
- Ein Weg zur Sozialpartnerschaft. Das österreichische Sozialmodell, Wien: Verlag für Geschichte und Politik 1970.
- Kommunalpolitik als Gesellschaftspolitik. Die Gemeinde im Spannungsfeld der Wirtschaftsgesellschaft, Wien: Österreichischer Wirtschaftsverlag 1975, ISBN 3-85212-008-1.
- Die Katholische Soziallehre. Ihr Anspruch – ihre Aktualität, Graz: Styria 1979 (polnisch: Warschau 1985), ISBN 3-222-11225-8.
- Gewissen in der Politik. Ethik für die Entscheidungskrise, Graz: Styria 1982, ISBN 3-222-11397-1.
- Christ und Politik. Ein Lexikon, Wien: ADC 1982.
- Kleines Lexikon der Politik, Wien (u. a.): Herold 1983, ISBN 3-7008-0237-4.
- Gemeindegröße als politisches Problem, Wien: Österreichischer Wirtschaftsverlag 1984, ISBN 3-85212-033-0.
- Menschenwürde und Gesellschaft, gemeinsam mit Franciszek J. Mazurek, Wien: Institut für Sozialpolitik und Sozialreform 1984.
- Machtstrukturen in Österreich, Wien: Signum Verlag 1987, ISBN 3-85436-049-5.
- Sinnfindung in sozialer Verantwortung, Klagenfurt / Celovec: Hermagoras 1998 (poln. 1999), ISBN 3-85013-609-4.
- Unternehmerethik. Heute gefragt?, Soziale Perspektiven Bd. 3, Linz: Veritas Verl. 1988, ISBN 3-85329-638-6.
- Die österreichische Handelskammerorganisation. Tradition und Zukunftsorientierung, Wien: Österreichischer Wirtschaftsverlag 1990, ISBN 3-85212-043-8.
- Johannes Messner. 1891 - 1984, Paderborn (u. a.): Schöningh 1991, ISBN 3-506-70865-1.
- Politischer Grundkurs. Hintergründe, Organisationsformen und Funktionen der Demokratie, Linz: Veritas 1991, ISBN 3-85329-867-2.
- Johann Heinrich Jung-Stilling als Sozialethiker, Siegen: Jung-Stilling-Gesellschaft 1992, ISBN 3-928984-00-4.
- Kleine Katholische Soziallehre, Klagenfurt / Celovec: Hermagoras 1992 (engl., frz., span. 1993, poln. 1995) ISBN 3-85013-277-3.
- Christliche Soziallehre. Eine ökumenische Herausforderung, Graz: Schnider 1993, ISBN 3-900993-31-9.
- Minderheiten und Menschenwürde, Klagenfurt / Celovec: Hermagoras 2000, ISBN 3-85013-742-2.
- Für eine Welt von morgen. Soziale Orientierungen, Limburg-Kevelaer (u. a.): Lahn Verlag 2001 (poln. 2002), ISBN 3-7867-8396-9.
- Kulturethik als Herausforderung, Klagenfurt / Celovec: Hermagoras 2005 (poln. 2007), ISBN 3-7086-0183-1.

Herausgeber
- Katholisches Soziallexikon, hrsg. im Auftrag der Katholischen Sozialakademie Österreichs, 1. Aufl., Innsbruck (u. a.): Tyrolia 1964.
- Menschen im Entscheidungsprozeß, gemeinsam mit Rudolf Weiler, Wien: Herder: 1971.
- Ordnung im sozialen Wandel. Festschrift für Johannes Messner zum 85. Geburtstag, zusammen mit Herbert Schambeck, Alfred Klose, Valentin Zsifkovits, Duncker & Humblot 1976, ISBN 3-428-03513-5.
- Verbände und Demokratiereform. Ein Seminar zur Gesellschaftspolitik, Wien: Schriftenreihe des Instituts für Soziologie der Grund- und Integrativwissenschaftlichen Fakultät der Universität Wien: 1978.
- Interessenverbände und Demokratieentwicklung. Ein Seminar zur Gesellschaftspolitik, Wien: Schriftenreihe des Instituts für Soziologie der Grund- und Integrativwissenschaftlichen Fakultät der Universität Wien: 1979.
- Gemeinde im Grenzland, gemeinsam mit Elisabeth Langer, Wien: Österreichischer Wirtschaftsverlag 1980, ISBN 3-85212-024-1.
- Katholisches Soziallexikon, gemeinsam mit Wolfgang Mantl und Valentin Zsifkovits, 2., gänzlich überarb. und erw. Aufl., Innsbruck (u. a.): Tyrolia 1980, ISBN 3-222-11300-9.
- Bleibendes und Veränderliches in der Katholischen Soziallehre. Anton Burghardt zum Gedächtnis, gemeinsam mit Gerhard Merk, Berlin: Duncker & Humblot 1982, ISBN 3-428-05160-2.
- Qualitätspolitik. Ihre Möglichkeiten und Grenzen in Österreich, gemeinsam mit Friedrich Mayer, Wien: Schriftenreihe "Sicherheit und Demokratie" 1983.
- Marktwirtschaft und Gesellschaftsordnung. Wolfgang Schmitz zum 60. Geburtstag, gemeinsam mit Gerhard Merk, Berlin: Duncker & Humblot 1983, ISBN 3-428-05365-6.
- Wirtschaftsethik. Das Gewissen in der Wirtschaftspolitik, Wien: Schriftenreihe "Sicherheit und Demokratie" 1984.
- Praktische Qualitätspolitik in Österreich. Beiträge der Erzeuger, Verbraucher, Arbeitnehmer und Unternehmer für ein besseres Qualitätsklima, Wien: Jubiläumsfonds der Österreichischen Nationalbank 1984.
- Das Neue Naturrecht. Die Erneuerung der Naturrechtslehre durch Johannes Messner. Gedächtnisschrift für Johannes Messner, gemeinsam mit Herbert Schambeck und Rudolf Weiler, Berlin: Duncker & Humblot 1985, ISBN 3-428-05905-0.
- Friede und Gesellschaftsordnung. Festschrift für Rudolf Weiler zum 60. Geburtstag, gemeinsam mit Heribert Franz Köck und Herbert Schambeck, Berlin: Duncker & Humblot 1988, ISBN 3-428-06444-5.
- Politische Kultur in Österreich. Festschrift für Heinrich Schneider, gemeinsam mit Hans-Georg Heinrich und Eduard Ploier, Linz 1989.
- Zwischenrufe. Festschrift für Eduard Ploier, gemeinsam mit Hubert Feichtlbauer und Willibald Girkinger, Linz 1990.
- 100 Jahre Rerum Novarum. Die Wirkungsgeschichte der Sozialenzyklika und deren Beitrag zur Lösung sozialer Gegenwartsprobleme in Österreich, Wien: Institut für Sozialpolitik und Sozialreform 1991.
- Güter und Ungüter. Eine Freundesgabe für Gerhard Merk zum 60. Geburtstag, gemeinsam mit H. G. Fuchs und R. Kramer, Berlin: Duncker & Humblot 1991, ISBN 3-428-07089-5.
- Mit Realismus und Leidenschaft. Ethik im Dienst einer humanen Welt. Valentin Zsifkovits zum 60. Geburtstag, gemeinsam mit Otto Kimminich und Leopold Neuhold, Graz (u. a.): Schnider 1993, ISBN 3-900993-13-0.

Weiteres
- ca. 200 Artikel in Zeitschriften